# Francisco Javier Solar González
Francisco Javier Solar González alias Francis Torremolinos (Málaga), España, 14 de septiembre de 1983) es un futbolista español. Juega de guardameta y su actual equipo es el CD Olímpic de Xàtiva de la Segunda División B de España.

## Selección nacional
Ha jugado en las categorías inferiores de la Selección Española.

## Clubes
| Club                          | País   | Año       |
| ----------------------------- | ------ | --------- |
| Málaga CF B                   | España | 2002-2004 |
| Valencia CF Mestalla          | España | 2004-2006 |
| CD Eldense                    | España | 2006-2007 |
| UD Juventud Barrio del Cristo | España | 2007-2008 |
| Ontinyent CF                  | España | 2008-2009 |
| CD Olímpic de Xàtiva          | España | 2010-     |

## Palmarés

### Internacional
- Campeonato Meridian Cup Sub-17 (1999).

- Datos: Q5866275